# 白坂駅
白坂駅（しらさかえき）は、福島県白河市白坂大倉矢見にある、東日本旅客鉄道（JR東日本）東北本線の駅である。
当駅から仙台方面は東北本部の管轄となり、福島県と栃木県の県境をまたぐ黒川橋梁の福島側入口に大宮支社との境界標が設けられているが、輸送指令は当駅から黒磯駅間も東北本部の担当となっている。また、乗務員も当駅では交代せず、普通列車は黒磯まで東北本部の乗務員が引き続き担当する。

## 歴史
- 1917年（大正6年）2月20日：鉄道院の駅として開業[2]。
- 1962年（昭和37年）4月16日：貨物の取り扱いを廃止[2]。
- 1969年（昭和44年）11月：副本線の供用を開始[3]。
- 1984年（昭和59年）2月1日：荷物の扱いを廃止[2]。
- 1985年（昭和60年）3月14日：無人駅となる[4]。
- 1987年（昭和62年）4月1日：国鉄分割民営化により、東日本旅客鉄道の駅となる[2]。
- 2002年（平成14年）3月：現駅舎に改築。

## 駅構造
単式ホーム2面2線を有する地上駅である。かつては外側の本線（上り・下り）から内側に上下の副本線がそれぞれ分岐し、それらに挟まれて島式ホームがある構造で、本線が通過線のようになっていた。これは、東北本線がかつて「特急街道」だったことを示している。1982年（昭和57年）に東北新幹線の開業で特急列車が大幅に削減されると、上り副本線（旧1番線）と下り副本線を撤去し、上り本線の外側に1番ホームを設置し、下り本線の内側（副本線撤去跡）に2番ホームを設置して従来の島式ホームと繋げた。
郡山駅管理の無人駅である。

### のりば
| 番線 | 路線      | 方向 | 行先             |
| ---- | --------- | ---- | ---------------- |
| 1    | ■東北本線 | 上り | 黒磯・宇都宮方面 |
| 2    | ■東北本線 | 下り | 白河・郡山方面   |

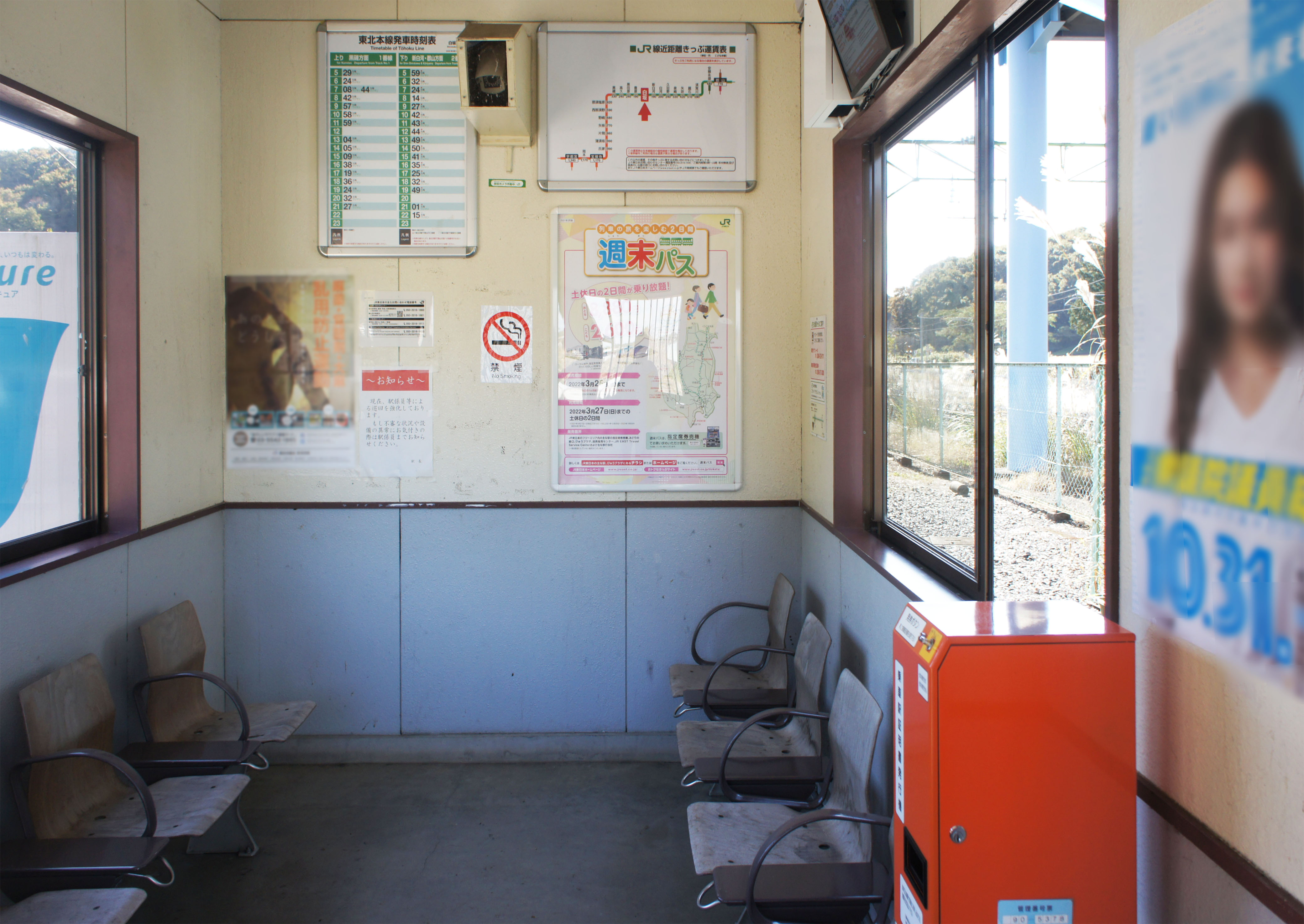
待合室（2021年10月）
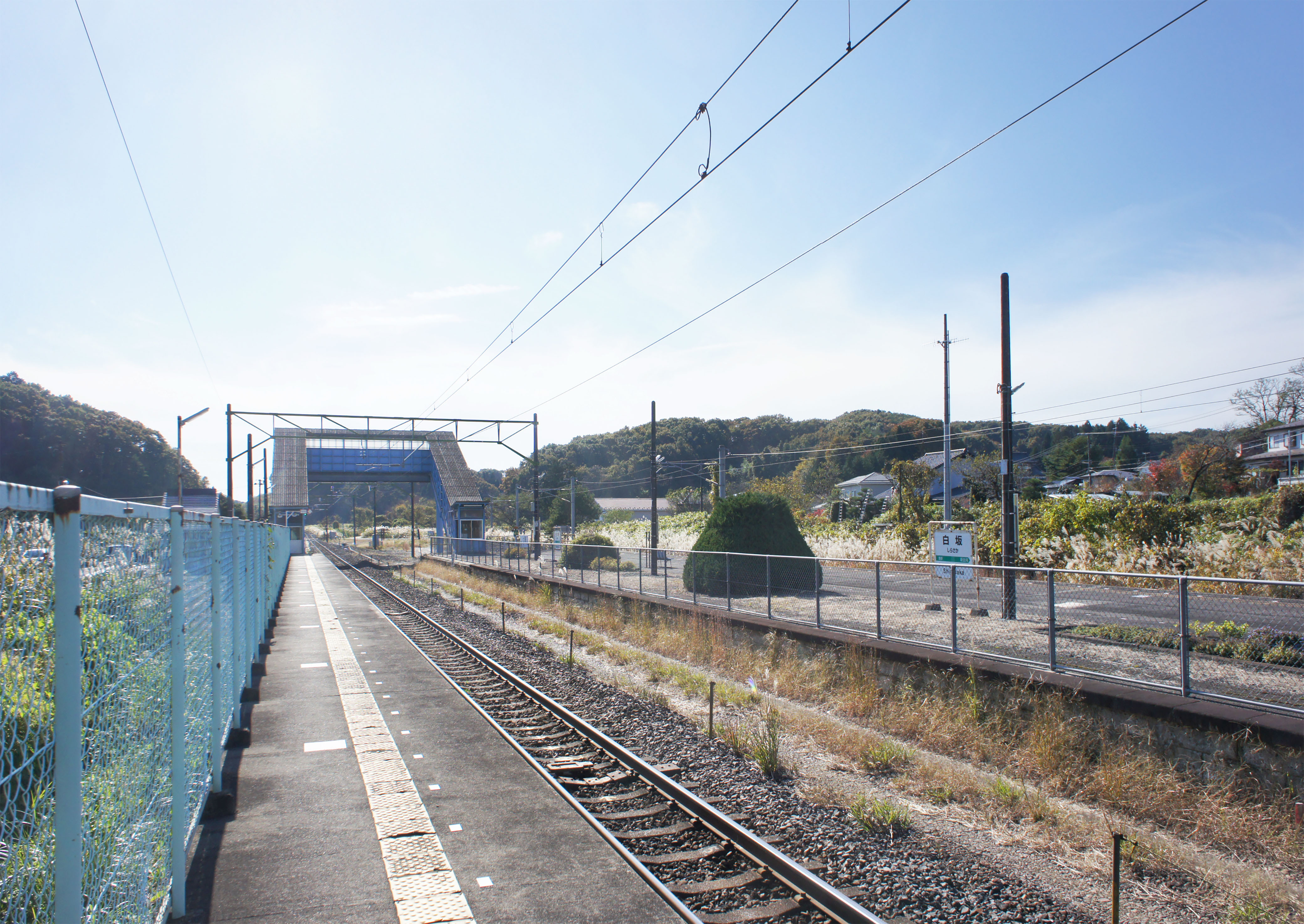
ホーム（2021年10月）

## 利用状況
「福島県統計年鑑」によると、2000年度（平成12年度）- 2004年度（平成16年度）の1日平均乗車人員の推移は以下のとおりであった。
| 乗車人員推移       | 乗車人員推移     | 乗車人員推移 |
| 年度               | 1日平均 乗車人員 | 出典         |
| ------------------ | ---------------- | ------------ |
| 2000年（平成12年） | 66               | [ 6 ]        |
| 2001年（平成13年） | 58               | [ 7 ]        |
| 2002年（平成14年） | 55               | [ 8 ]        |
| 2003年（平成15年） | 55               | [ 9 ]        |
| 2004年（平成16年） | 63               | [ 10 ]       |

## 駅周辺
- 福島県道183号白坂停車場線
- 福島県道184号白坂停車場小田倉線
- 白河警察署白坂駐在所
- 白坂工業団地
- アウシュヴィッツ平和博物館

### バス路線
福島交通により、まほろん・白河駅・白坂方面への路線バスが発着している。

## 隣の駅
東日本旅客鉄道（JR東日本）
■東北本線
豊原駅 - 白坂駅 - 新白河駅